# Habsburg Klemencia calabriai hercegné
Habsburg Klemencia (1262. január 22. – 1293. október 7.), címzetes magyar királyné, nápolyi hercegnő, Károly Róbert magyar király anyja.

## Élete
I. Rudolf német király és első felesége, Gertrúd von Hohenberg nyolcadik gyermeke. 1281. január 11-én Bécsben hozzáment Anjou Martell Károly címzetes magyar királyhoz, (Sánta) Károly nápolyi király és Árpád-házi Mária elsőszülött fiához. 

## Gyermekei
Házasságukból három gyermek született: 
- Károly Róbert (Nápoly, 1288. – Visegrád, 1342. július 16.) – Magyarország királya;
- Beatrix (*1290)[4] – II. János vienne-i dauphin felesége;
- Klemencia (*1293)[4] – X. Lajos francia király második felesége;

1293. október 7-én halt meg lánya, Klemencia születésekor, Nápolyban temették el.